# The Doors (album)
The Doors este eponimul album de debut al trupei The Doors înregistrat în 1966 și lansat în 1967. Conține hitul "Light My Fire", mult mai lung pe varianta de pe album decât pe discul single și epicul cântec "The End" ce include și o porțiune vorbită. The Doors au putut să lucreze la cântece seară de seară la cluburile Whisky a Go Go sau London Fog. "Alabama Song" a fost original scrisă și compusă de Bertolt Brecht și Kurt Weill pentru opera lor Aufstieg und Fall der Stadt Mahagonny; "Back Door Man" a fost un cover după Howlin' Wolf. Atmosfera Oedipală a piesei "The End" s-a putut observa pentru prima dată la Whisky a Go Go de unde formația a trebuit să plece datorită vocalistului Jim Morrison care a rostit și porțiunea "Mother . . . I want to fuck you !".
Albumul a fost un succes enorm în Statele Unite unde a ajuns pe locul 2 în topuri câștigând, în timp, de mai multe ori Discul de Platină. În Europa grupul va trebui să mai aștepte întrucât "Light My Fire" se clasează abia pe 49 în Marea Britanie în timp ce albumul nu intră nici măcar în topuri. Oricum, odată cu lansarea filmului lui Oliver Stone "The Doors" în 1991, o reeditare a single-ului "Light My Fire" va ocupa de această dată locul 7 iar albumul poziția 43 staționând în clasamentele din Anglia mai mult decât oricare album al trupei.

## Lista pieselor
1. "Break On Through (To The Other Side)" (2:29)
2. "Soul Kitchen" (3:35)
3. "The Crystal Ship" (2:34)
4. "Twentieth Century Fox" (2:33)
5. "Alabama Song (Whiskey Bar)" (Bertolt Brecht , Kurt Weill) (3:20)
6. "Light My Fire" (7:06)
7. "Back Door Man" (Willie Dixon) (3:34)
8. "I Looked at You" (2:22)
9. "End of The Night" (2:52)
10. "Take It as It Comes" (2:17)
11. "The End" (11:41)

- Toate cântecele au fost scrise de Jim Morrison, Robby Krieger, Ray Manzarek și John Densmore cu excepția celor notate.

## Single-uri
- "Break On Through" (1967)
- "Light My Fire" (1967)

## Componență
- Robby Krieger - chitară
- Jim Morrison - voce
- Ray Manzarek - orgă, pian, claviaturi, claviaturi-bas
- John Densmore - baterie